# Kilnsea
Kilnsea är en by i civil parish Easington, i distriktet East Riding of Yorkshire, i grevskapet East Riding of Yorkshire, i England. Byn är belägen 13 km från Withernsea. Kilnsea var en civil parish fram till 1935 när blev den en del av Easington. Civil parish hade 185 invånare år 1931. Byn nämndes i Domedagsboken (Domesday Book) år 1086, och kallades då Chilnesse.